# Conophyma przewalskii
Conophyma przewalskii är en insektsart som beskrevs av Bei-bienko 1949. Conophyma przewalskii ingår i släktet Conophyma och familjen Dericorythidae. Inga underarter finns listade i Catalogue of Life.